# Isonychus parallelus
Isonychus parallelus är en skalbaggsart som beskrevs av Frey 1970. Isonychus parallelus ingår i släktet Isonychus och familjen Melolonthidae. Inga underarter finns listade i Catalogue of Life.